# جام قهرمانان ای۳ ۲۰۰۳
جام قهرمانان ای۳ ۲۰۰۳ اولین دوره جام قهرمانان ای۳ بود که از ۱۶ تا ۲۲ فوریه ۲۰۰۳ در توکیو، ژاپن برگزار شد.

## شرکت کنندگان
- جوبیلو ایواتا – قهرمان جی‌لیگ ۲۰۰۲
- کاشیما آنتلرز – قهرمان جام جی‌لیگ ۲۰۰۲
- سئونگنام ایلهوا چونما – قهرمان کی‌لیگ ۲۰۰۲
- دالیان شیده – قهرمان لیگ دسته اول چین ۲۰۰۲

## جدول رده بندی
| تیم                   | ب | پ | ت | ب | گ‌ز | گ‌خ | ت‌گ | ام |
| --------------------- | - | - | - | - | -- | -- | -- | -- |
| کاشیما آنتلرز         | ۳ | ۲ | ۱ | ۰ | ۵  | ۱  | ۴+ | ۷  |
| دالیان شیده           | ۳ | ۲ | ۰ | ۱ | ۵  | ۵  | ۰  | ۶  |
| سئونگنام ایلهوا چونما | ۳ | ۱ | ۱ | ۱ | ۴  | ۳  | ۱+ | ۴  |
| جوبیلو ایواتا         | ۳ | ۰ | ۰ | ۳ | ۰  | ۵  | ۵− | ۰  |

### نتایج مسابقات
تمامی زمان‌ها به زمان استاندارد ژاپن، یوتی‌سی ۹:۰۰+ است.
| جوبیلو ایواتا | ۰ – ۲ | سئونگنام ایلهوا چونما                |
| ------------- | ----- | ------------------------------------ |
|               |       | شین تائه-یونگ ۲۵' · کیم دائه-اوی ۵۶' |

| دالیان شیده  | ۱ – ۳ | کاشیما آنتلرز                            |
| ------------ | ----- | ---------------------------------------- |
| وانگ شنگ ۴۴' |       | آکیتا ۲۹' · اوگاساوارا ۳۸' · فرناندو ۵۳' |

| سئونگنام ایلهوا چونما            | ۲ – ۳ | دالیان شیده                |
| -------------------------------- | ----- | -------------------------- |
| دراکولیچ ۱۶' · شین تائه-یونگ ۵۳' |       | هائو هایدونگ ۲۶'، ۴۴'، ۵۵' |

| جوبیلو ایواتا | ۰ – ۲ | کاشیما آنتلرز            |
| ------------- | ----- | ------------------------ |
|               |       | یولر ۸' · یاناگیساوا ۷۴' |

| کاشیما آنتلرز | ۰ – ۰ | سئونگنام ایلهوا چونما |
| ------------- | ----- | --------------------- |
|               |       |                       |

| دالیان شیده | ۱ – ۰ | جوبیلو ایواتا |
| ----------- | ----- | ------------- |
| یانکوویچ ۸' |       |               |

## جوایز

### قهرمان
| قهرمان جام قهرمانان ای۳ ۲۰۰۳ |
| ---------------------------- |
| کاشیما آنتلرز اولین عنوان    |

### جوایز فردی
| گلزن برتر                  | بهترین بازیکن                |
| -------------------------- | ---------------------------- |
| هائو هایدونگ (دالیان شیده) | یوتاکا آکیتا (کاشیما آنتلرز) |

## گلزنان
| رتبه | بازیکن            | تیم                   | گل |
| ---- | ----------------- | --------------------- | -- |
| ۱    | هائو هایدونگ      | دالیان شیده           | ۳  |
| ۲    | شین تائه-یونگ     | سئونگنام ایلهوا چونما | ۲  |
| ۳    | زوران یانکوویچ    | دالیان شیده           | ۱  |
| ۳    | وانگ شنگ          | دالیان شیده           | ۱  |
| ۳    | یوتاکا آکیتا      | کاشیما آنتلرز         | ۱  |
| ۳    | یولر              | کاشیما آنتلرز         | ۱  |
| ۳    | فرناندو           | کاشیما آنتلرز         | ۱  |
| ۳    | میتسوو اوگاساوارا | کاشیما آنتلرز         | ۱  |
| ۳    | آتسوشی یاناگیساوا | کاشیما آنتلرز         | ۱  |
| ۳    | ساشا دراکولیچ     | سئونگنام ایلهوا چونما | ۱  |
| ۳    | کیم دائه-اوی      | سئونگنام ایلهوا چونما | ۱  |